# فلاديمير ماكانين
فلاديمير سيميونوفيتش ماكانين (بالروسية: Владимир Семёнович Маканин)‏ (13 مارس 1937 - 1 نوفمبر 2017)  كاتب سوفيتي وروسي، للروايات والقصص القصيرة.

## حياته
تخرج مكانين من كلية الميكانيكا والرياضيات في جامعة موسكو الحكومية، وعمل مدرسًا في الأكاديمية العسكرية حتى أوائل الستينيات. في عام 1963، التحق بالدورات العليا لكتاب السيناريو ومخرجي الأفلام في معهد غيراسيموف للسينما، ثم عمل في دار شر سوفيتسكي بيساتيل الكاتب السوفيتي.
نشر كتابه الأول عام 1965. في عام 1985، أصبح عضوًا في مجلس إدارة اتحاد الكتاب السوفيت، وبعد ذلك بعامين، انضم إلى هيئة التحرير في زناميا. أمضى معظم سنواته الأخيرة في كراسني، بالقرب من روستوف على نهر الدون. في عام 2007، ترأس لجنة تحكيم جائزة الكتاب الكبير. في العام التالي، حصل على الجائزة.
يمكن تصنيف أسلوب كتابة مكانين على أنه واقعي. تكمن قوته في تصوير التأثير النفسي لتجارب الحياة اليومية.

## من أعماله
- خط مستقيم، 1965
- الأزرق والأحمر، 1975
- البورتريه وما حوله، 1978
- معارض الزعيم ، 1980
- سلف ، 1982
- هو وهي ، 1987
- تحت الأرض، أو بطل زماننا، 1999
- أسان، 2008

## جوائز
- 1984 وسام شارة الشرف
- 1993 جائزة بوكر الروسية عن روايةالطاولة المغطاة بالبيز مع الدورق
- 1998 جائزة بوشكين لأعماله
- 1999 جائزة الدولة للاتحاد الروسي [10]
- 2001 جائزة بريميو بيني الايطالية
- 2008 جائزة الكتاب الكبير لرواية أسان
- جائزة الأدب الأوروبية لعام 2012 [11]